# 科寧 (明尼蘇達州)
科寧（英語：Corning）是位於美國明尼蘇達州弗里伯恩縣莫斯科鎮區、紐里鎮區及毛爾縣蘭辛鎮區、烏多爾福鎮區的一個非建制地區。

## 地理
科寧所處的海拔為高於海平面390米（即1280英呎），而該地所採用的時區為UTC-6，即北美中部時區（CST）。同時該地設有夏令時間，為UTC-6調快一小時，即UTC-5（CDT）。